# Klang (Stadt)
Klang (auch Kelang) ist eine Stadt im malayischen Bundesstaat Selangor und die königliche Residenz des Sultans Selangor. Sie liegt 32 km westlich von Kuala Lumpur und östlich von Port Klang und wird vom Klang durchflossen.
Die Stadt hat drei Sitze im Parlament, alle Vertreter gehören der Pakatan Harapan an.

## Lage
Klang liegt unmittelbar westlich von Shah Alam im Distrikt Klang des Bundesstaats Selangor und reicht bis zur Straße von Malakka im Westen. An der Küste befindet sich Port Klang, ein bedeutender Seehafen.

## Geschichte
Klang gilt als eine der ältesten Siedlungen in Malaysia. Funde aus Bronze- und Eisenzeit zeigen, dass die Gegend bereits vor 2000 Jahren bewohnt war. Schriftliche Zeugnisse reichen zurück bis in die Zeit der Majapahit.
Zwischen 1867 und 1874 war die Stadt und ihre Umgebung Austragungsort des Klang-Krieges, einer Auseinandersetzung zwischen zwei lokalen Fürsten. Zwischen 1880 und 1889 war sie die Hauptstadt von Selangor, ersetzt durch Kuala Lumpur, und später noch einmal von 1974 bis 1977, ersetzt durch Shah Alam.
Im Jahr 1971 wurde der Distrikt Klang geschaffen, der auch Kapar und Meru umfasst.

## Bevölkerung
Im Jahr 2010 wohnten in Klang 744.062 Menschen, davon 10.445 Personen im Stadtzentrum. Der gesamte Distrikt Klang umfasst 842.146 Einwohner. Auch ein Teil der Bundesstaatshauptstadt Shah Alam liegt im Distrikt Klang. Ansonsten nimmt Klang selbst einen Großteil des Distrikts Klang ein.

## Wirtschaft und Infrastruktur
Klang ist der Hauptsitz des Unternehmens Top Glove, einer der weltweit führenden Handschuhherstellern.

## Persönlichkeiten
- Guy Sebastian (* 1981), australischer Popsänger
- Mohd Rizal Tisin (* 1984), Bahnradsportler